# Towern i London
Towern i London är en historisk roman skriven av William Harrison Ainsworth och illustrerad av George Cruikshank. Den gavs ut som en följetong mellan januari till december 1840 av förläggaren Richard Bentley.
Handlingen i Towern i London börjar med att Jane Grey, fru till Lord Guildford Dudley, sätts i fångenskap i Towern den 10 juli 1553. Före hennes fångenskap var hon drottning i England under nio dagar, men Maria I av England tog över kontrollen över landet från henne. Dudley startade då ett misslyckat uppror, som fick honom och Grey att bli fängslade. I romanen förekommer historiska händelser ända från Vilhelm Erövrarens tid. Towern i London avslutas med att Grey blir avrättad.